# Liste des îles des Îles Salomon

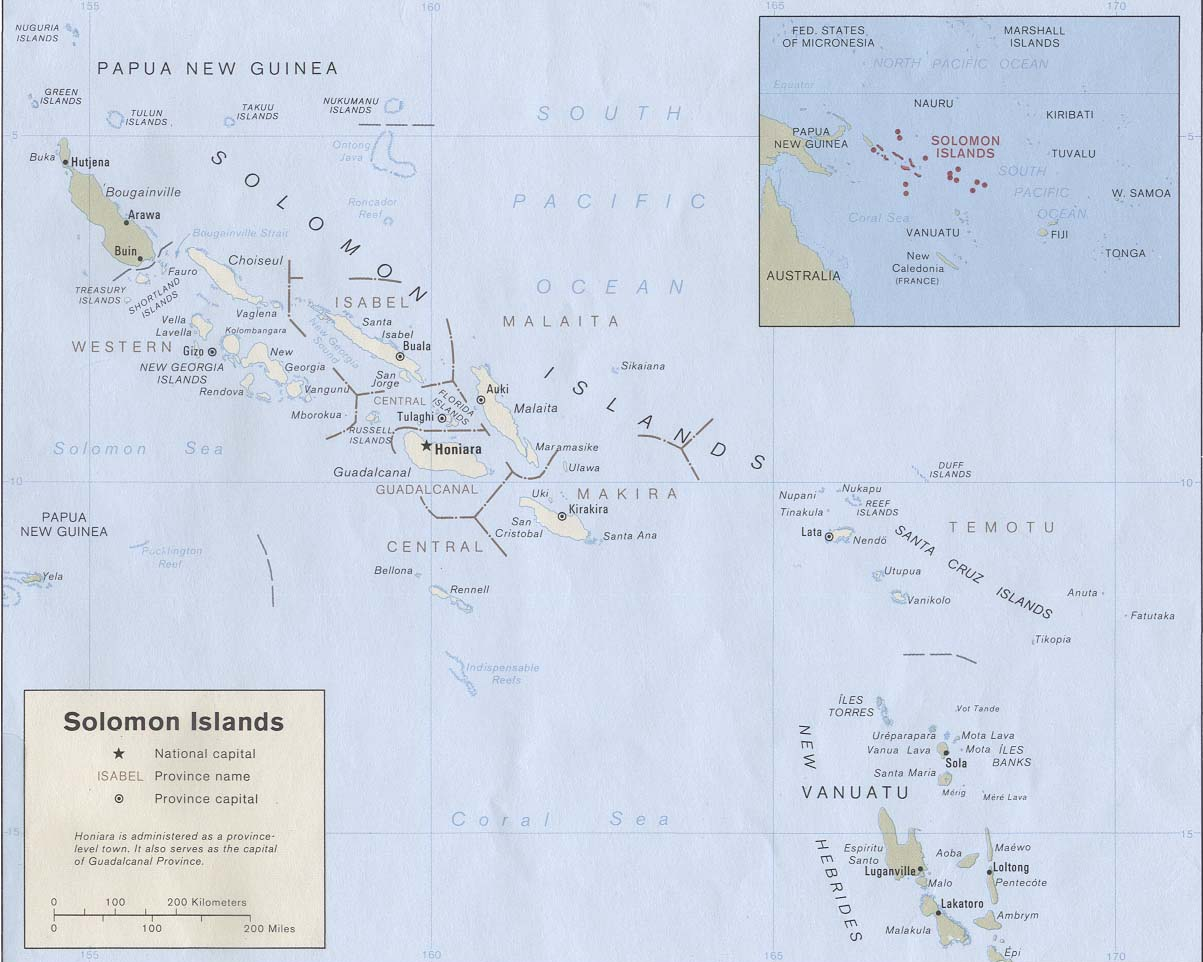
Carte des Salomon datant de 1989

Cet article recense les îles des Îles Salomon, classées par provinces et archipels. Le cas échéant, les graphies alternatives des toponymes sont mentionnées.

## Liste

### Province centrale
- Îles Russell
- Îles Florida (Nggela) :
  - Nggela Sule (île Florida, île Floride)
  - Tulagi (Tulaghi)
  - Gavutu
  - Tanambogo
- Savo

### Province de Choiseul
- Choiseul
- Rob Roy
- Taro
- Vaghena

### Province de Guadalcanal
- Guadalcanal

### Province d'Isabel
- Santa Isabel
- San Jorge

### Province de Makira-Ulawa
- Makira (San Cristobal)
- Îles Olu Malau :
  - Malaulo
  - Malaupaina
  - Ali Ite
- Ulawa
- Uki Ni Masi
- Owaraha (Santa Ana)
- Owariki (Santa Catalina)

### Province de Malaita
- Malaita
- Maramasike
- Îles Stewart :
  - Mutuavi
  - Faore
  - Sikaiana
- Ontong Java
- Récif Roncador

### Province occidentale
- Îles Shortland :
  - Magusaiai
  - Alu (Shortland)
  - Pirumeri
  - Fauro
  - Masamasa
  - Ovau
- Îles du Trésor :
  - Mono (île)
  - Stirling (île)
- Groupe de Nouvelle-Géorgie :
  - Vella Lavella
  - Mbava
  - Ranongga (Ghanongga)
  - Simbo (île)
  - Ghizo
  - Kolombangara (Kilimbangara)
  - Arundel
  - Vonavona
  - Kohinggo
  - Nouvelle-Géorgie
  - Tetepare
  - Akara
  - Rendova
  - Vangunu
  - Penjuku
  - Nggatokae
  - Mborokua

### Province de Rennell et Bellona
- Rennell
- Bellona
- Récifs indispensables

### Province de Temotu
- Îles Santa Cruz :
  - Nendo (Ndeni, Nitendi, Ndende, Santa Cruz) :
    - Temotu Neo
    - Temotu Noi

  - Utupua
  - Vanikoro (Vanikolo) :
    - Banie
    - Teanu (Tevai)

  - Tinakula
- Îles Reef
- Îles Duff (Pileni Taumako) :
  - Taumako :
    - Taumako
    - Tahua
    - Tohua

  - Îles Bass :
    - Lua
    - Kaa
    - Loreva

  - Îles du Treasurer :
    - Tuleki
    - Te Aku
    - Lakao
    - Ulaka

  - Récif Hallie Jackson
- Tikopia
- Anuta (Anua)
- Fatutaka